# Villalba de Duero (kommunhuvudort)
Villalba de Duero är en kommunhuvudort i Spanien.   Den ligger i provinsen Provincia de Burgos och regionen Kastilien och Leon, i den centrala delen av landet, 140 km norr om huvudstaden Madrid. Villalba de Duero ligger 809 meter över havet och antalet invånare är 603.
Terrängen runt Villalba de Duero är platt. Runt Villalba de Duero är det ganska tätbefolkat, med 104 invånare per kvadratkilometer. Närmaste större samhälle är Aranda de Duero, 4,8 km öster om Villalba de Duero. Trakten runt Villalba de Duero består till största delen av jordbruksmark.